# Městská autobusová doprava v Jihočeském kraji
Přehled provozů městské autobusové dopravy na území Jihočeského kraje.

## Okres České Budějovice

### České Budějovice
Ve městě jezdí 22 denních linek MHD (z řady 1–16, 18, 19, 21-23 a 45 (číslování linek autobusů je promíšené s čísly linek trolejbusů) a 2 noční trolejbusové linky č. 53 a 59. (licenční čísla 325001 až 325059). Od roku 1991 část linek přebírá postupně obnovovaná a rozšiřovaná trolejbusová doprava. Provozovatelem je Dopravní podnik města České Budějovice.
Další obce v blízkosti Budějovic (město Rudolfov a obce Boršov nad Vltavou, Dobrá Voda, Homole, Hrdějovice, Roudné, Srubec, Staré Hodějovice, Litvínovice-Šindlovy Dvory, Včelná, Vidov, Vráto, Hlincová Hora, Haklovy Dvory, Zavadilka jsou obsluhovány běžnými městskými linkami.

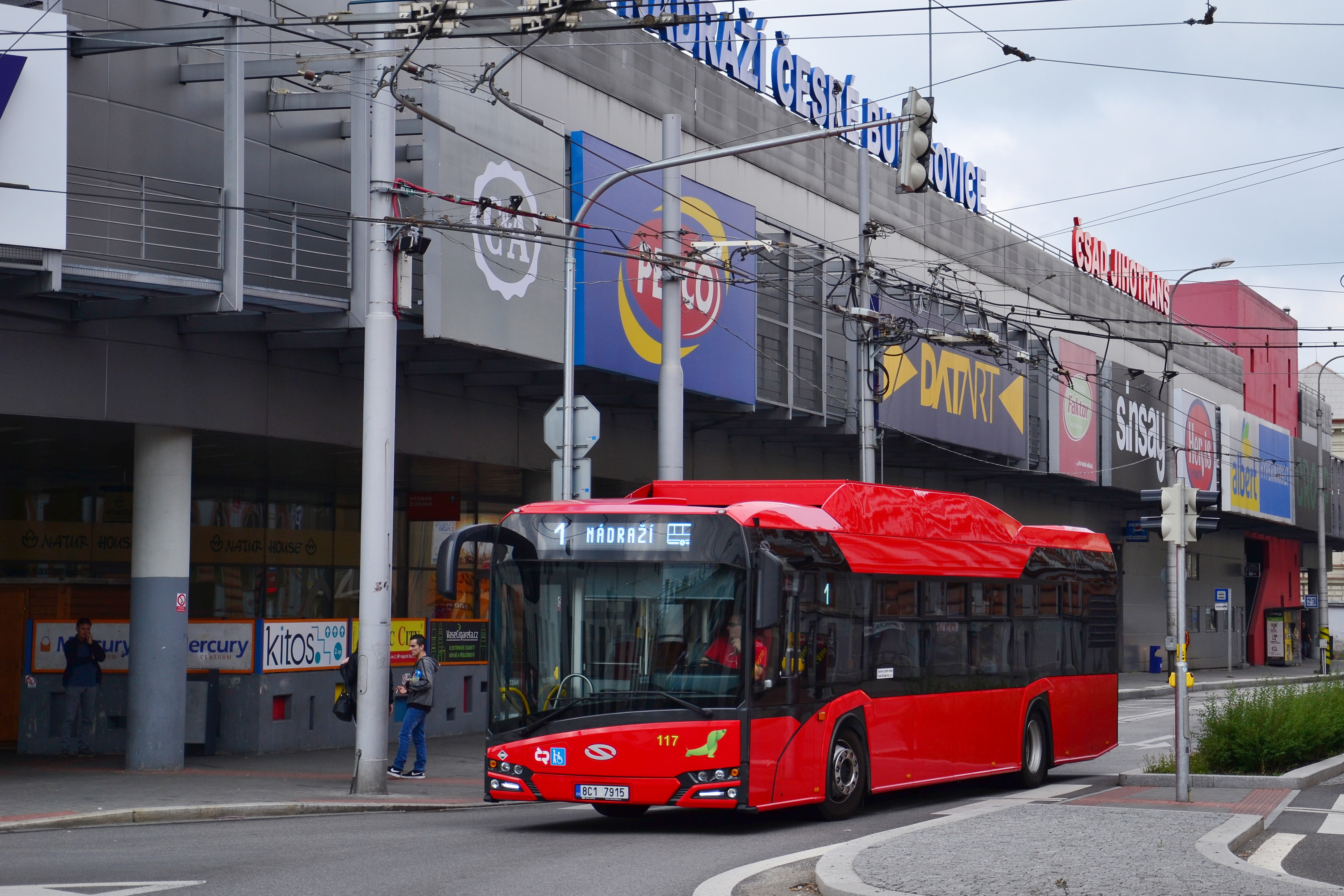
Vůz Solaris Urbino 12 IV CNG dopravce DP České Budějovice přijíždí do konečné zastávky Nádraží

Integrovaný dopravní systém na Českobudějovicku byl fakticky zahájen v polovině 90. let zkušební víkendovou autobusovou linkou č. 51 z Budějovic do Hluboké nad Vltavou. 9. dubna 2001 byla ve směru do Hluboké do IDS zahrnuta přímá linka 320060 dopravce ČSAD Jihotrans, na níž platily předplatní i jednotlivé jízdenky MHD, nepřímá linka DP přes Hosín, a železniční spoje Českých drah na tratích 190 a 220, kde platily předplatní jízdenky MHD. Předplatní jízdenky z MHD platily i na některých běžných regionálních linkách do Hluboké. Od té doby se zdejší IDS více nerozvinul. Dne 9.4.2009 byl IDS v okolí Českých Budějovic  IDS linka 104 zahájen provoz. Přepravu ve stejné trase zajišťuje GW Bus
Viz též tramvajová doprava v Českých Budějovicích a trolejbusová doprava v Českých Budějovicích.
V Českých Budějovicích od 1. 11. 2018 jezdily linky:
- Linka 1 (A-Bus) Rudolfov - Haklovy Dvory
- Linka 2 (T-Bus) Borek - Rožnov (České Budějovice)
- Linka 3 (T-Bus) Máj-A.Barcala - Nádraží a zpět
- Linka 4 (T-Bus) Máj-M.Horákové - Nádraží a zpět
- Linka 5 (T-Bus) Máj-A.Barcala - Rožnov (České Budějovice)
- Linka 6 (A-Bus) Hrdějovice - Dobrá Voda u Českých Budějovic
- Linka 7 (A-Bus) Boršov nad Vltavou - Máj-A.Barcala
- Linka 8 (T-Bus) Nemanice - Máj-A.Barcala
- Linka 9 (T-Bus) Suché Vrbné - České Vrbné
- Linka 10 (A-Bus) Kaliště - Vidov
- Linka 11 (A-Bus) Staré Hodějovice-Náves - Pražské Sídliště a zpět
- Linka 12 (A-Bus) Areál VŠTE - Nádraží
- Linka 13 (A-Bus) Srubec - Papírenská
- Linka 14 (A-Bus) Vltava - Nové Vráto
- Linka 15 (A-Bus) Vltava - Papírenská
- Linka 16 (A-Bus) Litvínovice - Nádraží
- Linka 18 (A-Bus) Nádraží - Areál VŠTE - Máj-A.Barcala
- Linka 19 (A-Bus) Homole - Nádraží
- Linka 21 (Elektrobus) Náměstí Přemysla Otakara II. - Nádraží - Havlíčkova kolonie-Aspera
- Linka 22 (Elektrobus) Náměstí Přemysla Otakara II. - Nádraží - Nemocnice České Budějovice / Papírenská
- Linka 23 (Elektrobus) Náměstí Přemysla Otakara II. - Parkoviště Jírovcova [Přeprava zdarma]
- Linka 45 (A-Bus) Švábův Hrádek - Máj-A.Barcala a zpět
- Linka 53 (Noční T-Bus) Máj -A.Barcala - Nádraží - Rožnov (České Budějovice)
- Linka 59 (Noční T-Bus) Vltava - Suché Vrbné

### Týn nad Vltavou
Síť městské hromadné dopravy v Týně nad Vltavou je pouze fiktivní, tvořená úseky regionálních linek. Na webu města je inzerován plánek se čtyřmi linkami číslovanými 1, 2, 3, 4, přičemž na jízdních řádech je číslována pouze linka č. 1, která je v plánku popsána jako linka ČEZ-ETE.
- Linka 1: AN – Hlinecké sídliště – Poliklinika – AN (obousměrná okružní linka, GW BUS a.s.)
- AN – Jiráskova – Stavokonstrukce (pouze souhrnný jízdní řád 11 linek 5 různých dopravců, v plánku k této trase zřejmě přísluší č. 2 neodpovídající barvy)
- Hněvkovice – Gymnázium – AN – Podskalí – SOU Hněvkovice (v plánku označeno číslem 3 neodpovídající barvy, dvě větve bez přímých spojů, názvy v názvu linky neodpovídají názvu v tabulce jízdního řádu, GW BUS a.s.)
- AN – Svatá Anna / Bohunická (v plánku označeno číslem 4, dopravci GW BUS a.s. a ČSAD Autobusy České Budějovice a.s.)

## Okres Český Krumlov

### Český Krumlov
Oficiální systém MHD s pěti linkami (č. 1 – 5) a označovacími jízdenkami z předprodeje zde existoval do roku 1991. V krajském jízdním řádu ČSAD byla MHD Český Krumlov a Větřní uvedena pod číslem 22500. Následkem dotační politiky města však zanikla, takže poté městskou dopravu hradil kraj.
Charakter městské hromadné dopravy měly linky 330150, 330151, 330152 a 330153 dopravce ČSAD Autobusy České Budějovice a. s., od roku 2004 vlastněného rakouským Postbusem. Kromě Českého Krumlova zahrnovaly linky též Větřní. Oficiálně neměly status městské dopravy, na lince 330150 však ještě v roce 2005 platil speciální tarif MHD. Dvě linky k obsluze města, 330560 a 330561, s malou frekvencí spojů, provozoval též místní dopravce RAMVEJ BUS s. r. o. V trase mezi Krumlovem a Větřním jezdily i další regionální linky obou těchto dopravců.
K 1. červenci 2016 byly zrušeny linky 330150, 330152 a 330153 a zavedeny standardní linky MHD:
- 335001 Spolí – Plešivec – autobusové nádraží – vlakové nádraží – Tovární točna
- 335002 autobusové nádraží – Špičák – vlakové nádraží – Vyšný

Linka 330151 z Větřní zůstala zachována, vozy z ní přímo přejíždějí na městské linky. V jízdních řádech MHD jsou vyznačeny též přímé přejezdy z linek MHD na další regionální linky, například 330020 do Českých Budějovic, 330052 do Chvalšin, Nové Vsi či Květušína, 330058 do Křemže či z Brlohu, 330059 do Černé v Pošumaví či Horní Plané, 330060 do Záluží či ze Zlaté Koruny, 330063 na Velešín, 330066 na Frymburk. Ke změnám linek došlo z toho důvodu, že Jihočeský kraj přestal městskou dopravu financovat.
Na nových městských linkách byl zaveden nový tarif, hotovostní jízdné je nepřestupní, bezhotovostní je přestupní. Základní jízdné je 10 Kč, dětské a seniorské 5 Kč, žákovské 3 Kč a studentské 7 Kč, dovozné za psa nebo zavazadlo je 5 Kč, vystavení Dopravní karty je za 50 Kč, pro seniory nad 65 let zdarma.

### Kaplice
1. září 2004 byla zavedena linka 330009 označovaná „městský okruh“. Byly však problémy prosadit u dopravní policie umístění některých zastávek. Ve schématu linky byly zpočátku vyznačeny červeně dva úseky, do kterých linka nezajížděla. První dva týdny provozu byla přeprava bezplatná. Provozovatelem je dopravce ČSAD Autobusy České Budějovice a. s. Linka oficiálně nemá status městské dopravy. V roce 2008 zahrnuje 4 páry spojů jezdících jen v pracovních dnech.

## Okres Jindřichův Hradec

### Jindřichův Hradec
V 80. letech se zvažovalo zavedení trolejbusů, avšak z plánu sešlo.
V roce 1989/1990 byla MHD Jindřichův Hradec uvedena v krajském jízdním řádu ČSAD pod číslem 23000 a zahrnovala 4 linky s čísly 1–4.
MHD tvořilo do roku 2015 pět autobusových linek s čísly 1–5 (licenční čísla 345001 až 345005), mnoho jednotlivých spojů je však opatřeno poznámkami o odlišné trase. Linky jsou rozlišeny i barevně, a to 1 modrá, 2 červená, 3 zelená, 4 oranžová a 5 černá. Městskou hromadnou dopravu provozuje ČSAD Jindřichův Hradec a. s., člen skupiny ICOM transport.
Od 1. ledna 2014 byl zahájen provoz integrovaného dopravního systému Jindřichův Hradec (IDS JH). Ten spočívá v tom, že na území města Jindřichova Hradce včetně jeho místních částí (Buk, Děbolín, Dolní Radouň, Dolní Skrýchov, Horní Žďár, Matná, Políkno, Radouňka) lze využít na příměstských linkách ČSAD Jindřichův Hradec a.s. tarify MHD Jindřichův Hradec včetně časových kupónů (platebních karet). Do systému MHD tak bylo k 5 linkám MHD zahrnuto ještě 20 příměstských linek.
od 1. července 2015 byla zavedena jednodenní krajská skupinová jízdenka JIKORD plus, která platí u smluvních dopravců, mimo jiné ve všech MHD v kraji.
V lednu 2013 internetový portál iDNES.cz uvedl, že v lednu 2013 má být vyhlášeno výběrové řízení na provozovatele MHD, které má být spojeno se změnami linkového vedení. Výsledek výběrového řízení měl být znám do podzimu a od roku 2014 pak měl být na Jindřichohradecku spuštěn pilotní projekt integrovaného dopravního systému Jihočeského kraje. Zakázku na období 2016–2025 ve výběrovém řízení získal dosavadní dopravce, ČSAD Jindřichův Hradec a. s. Autobusy mají mít jednotné žlutomodré provedení a mají být vybaveny informačními panely. Dopravce avizoval nové nízkopodlažní třídveřové autobusy Mercedes-Benz EURO 6 s vnějším i vnitřním informačním systémem.

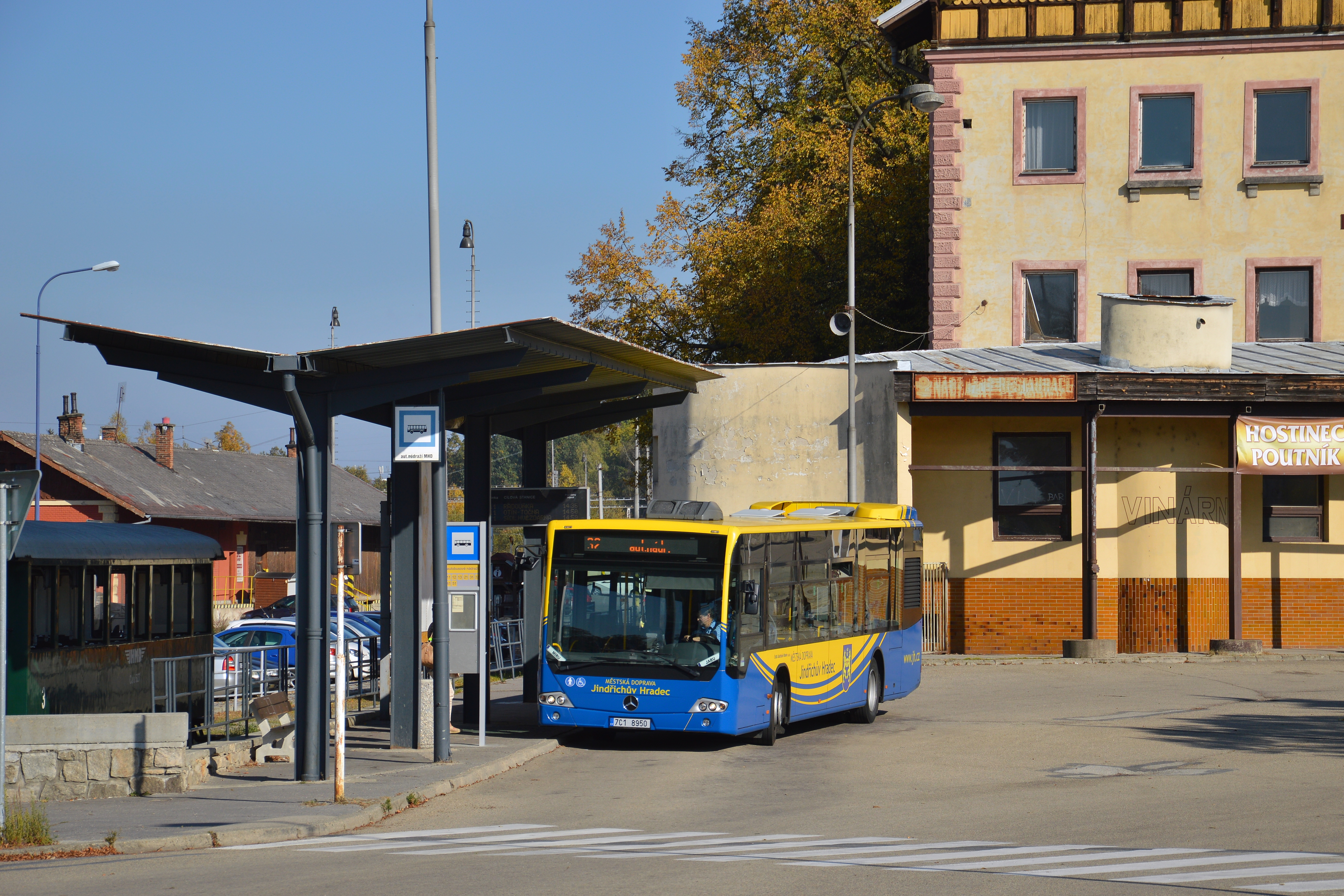
Vůz Mercedes-Benz Conecto LF obsluhuje zastávku MHD Autobusové nádraží v Jindřichově Hradci. Vozy na MHD Jindřichův Hradec jsou všechny v tomto žlutomodrém nátěru.

Od začátku roku 2016 se výrazně zvýšila četnost spojů a bylo zavedeno nové linkové vedení. Nově jsou obsluhovány i místní části Políkno, Buk a Dolní Skrýchov. Nově tvoří MHD 9 linek:
- 11 Radouňka – aut. nádraží – nám. Masarykovo – sídl. Vajgar-bazén – Otín-točna (jen v pracovních dnech)
- 12 aut. nádraží – nám. Masarykovo – sídl. Vajgar-bazén – Jitka Bobelovka (jen v pracovních dnech)
- 13 Dolní Skrýchov, točna – aut. nádraží – nám. Masarykovo – sídl. Vajgar-bazén (jen v pracovních dnech)
- 21 aut. nádraží – nám. Masarykovo – sídl. Hvězdárna – Fruko (v sobotu a neděli nejezdí až k aut. nádr., ale končí a začíná v zastávce Pravdova)
- 22 Jitka Bobelovka – nám. Masarykovo – sídl. Hvězdárna MŠ (jen v pracovních dnech)
- 31 Ke Kanclovu – aut. nádraží – nám. Masarykovo – Kasárna – Fruko (jen v pracovních dnech)
- 32 Ke Kanclovu / aut. nádraží / sídl. Otín / Jitka Bobelovka – sídl. Vajgar-bazén – (sídl. Hvězdárna / kasárna) – Fruko (v sobotu a neděli jezdí pouze v úseku sídl. Vajgar-bazén – Fruko bez zajíždění na sídl. Hvězdárna)
- 41 aut. nádraží – nám. Masarykovo – Buk – Políkno (v sobotu a neděli kromě pozdně večerního páru spojů nejezdí až k aut. nádr., ale končí a začíná v zastávce Pravdova)
- 51 Radouňka / Dolní Skrýchov, točna – aut. nádraží – nám. Masarykovo – sídl. Hvězdárna – sídl. Vajgar-bazén – sídliště Otín – Jitka Bobelovka / Otín-točna (většina spojů jede jen v úseku aut. nádraží – sídl. Vajgar-bazén) (převážně večerní a noční provoz a sobotní a nedělní provoz)

### Třeboň
Linka 340300 oficiálně nemá status městské dopravy, ale je někdy označována jako místní doprava Třeboň. Dopravcem je místní provozovna ČSAD Jindřichův Hradec a. s. Od února 2002 byla Třeboň v médiích představována jako jediné české město, v němž je MHD plně dotována a pro cestující bezplatná. Dopravce však přesně evidoval frekvenci cestujících. Údajně opatření prosadil tehdejší starosta Jiří Houdek (KDU-ČSL) podle vzoru školních autobusů v USA, vytíženost MHD do roka stoupla o 100 %. Dotace činila přibližně 0,12 % rozpočtu města, na rok 2005 byla kalkulována z ceny 3 Kč za jednoho přepraveného cestujícího. V září 2007, v důsledku změny ve vedení města, bylo na lince opět zavedeno placení jízdného.
V roce 1989/1990 měla linka ČSAD „Třeboň, aut. nádr. - Třeboň, ČSD“ číslo 23410 a oficiálně neměla status MHD.
V roce 2012 byla zavedena okružní vyhlídková doprava (tzv.Třeboňský vláček) mezi lázněmi Třeboň – Aurora a stanicemi Masarykovo náměstí s odjezdy od lázní v 8, 10, 12:30, 15, 17:30 a 20 hod. přes Schwarzenberskou hrobku, Bertiny lázně a Knížecí pivovar Regent. Celý okruh trvá necelé 2 hodiny a cena jízdného je 50 Kč.
Na Masarykově náměstí jsou dvě stanice „Třeboňského vláčku“, „Dolní“ (před starou radnicí čp.1) při jízdě k Bertě a „Horní“ (u zámku) při cestě od bertiných lázní.

## Okres Písek

### Písek
MHD Písek je tvořena 11 linkami (1–6, 11, 22, 23, 55, 66), z nichž linky 1, 2, 5, 11 a 22 jezdí pouze v pracovních dnech, linky 3 a 23 v pracovních dnech a v neděli, linka 4 jezdí jen jedním spojem v každém směru pouze ve středu, linka 55 jezdí v pracovních dnech, v sobotu a neděli a konečně linky 6 a 66 jezdí v sobotu, neděli a ve státních svátcích. Dvojciferná čísla linek jsou odvozena ze základních tras označených jednocifernými čísly. Licenční čísla linek jsou 365301 až 365366. Na linkách obíhá pět autobusů, které mají jednotný žlutý nátěr. Autobusy Irisbus Citelis jezdí na stlačený zemní plyn (CNG) a jejich vnější nátěr je doplněn modrou siluetou města a nápisem Písek, autobusy Mercedes-Benz Conecto jsou naftové a jejich nátěr je doplněn celoplošnou reklamou ROP Jihozápad. MHD Písek je oficiálně jedinou sítí MHD, kterou provozuje podnik ČSAD Autobusy České Budějovice a. s., vlastněný od roku 2004 rakouským Postbusem. Od 1. ledna 2010 dopravce zavedl Píseckou kartu, která umožňuje odbavování časovým i jednotlivým jízdným a nahradila papírové jízdenky a průkazky. Jednotlivé jízdné zakoupené z čipové karty je přestupní a platí 45 minut, jízdenka zakoupená u řidiče je nepřestupná.
Linkové vedení MHD Písek v roce 2013 :

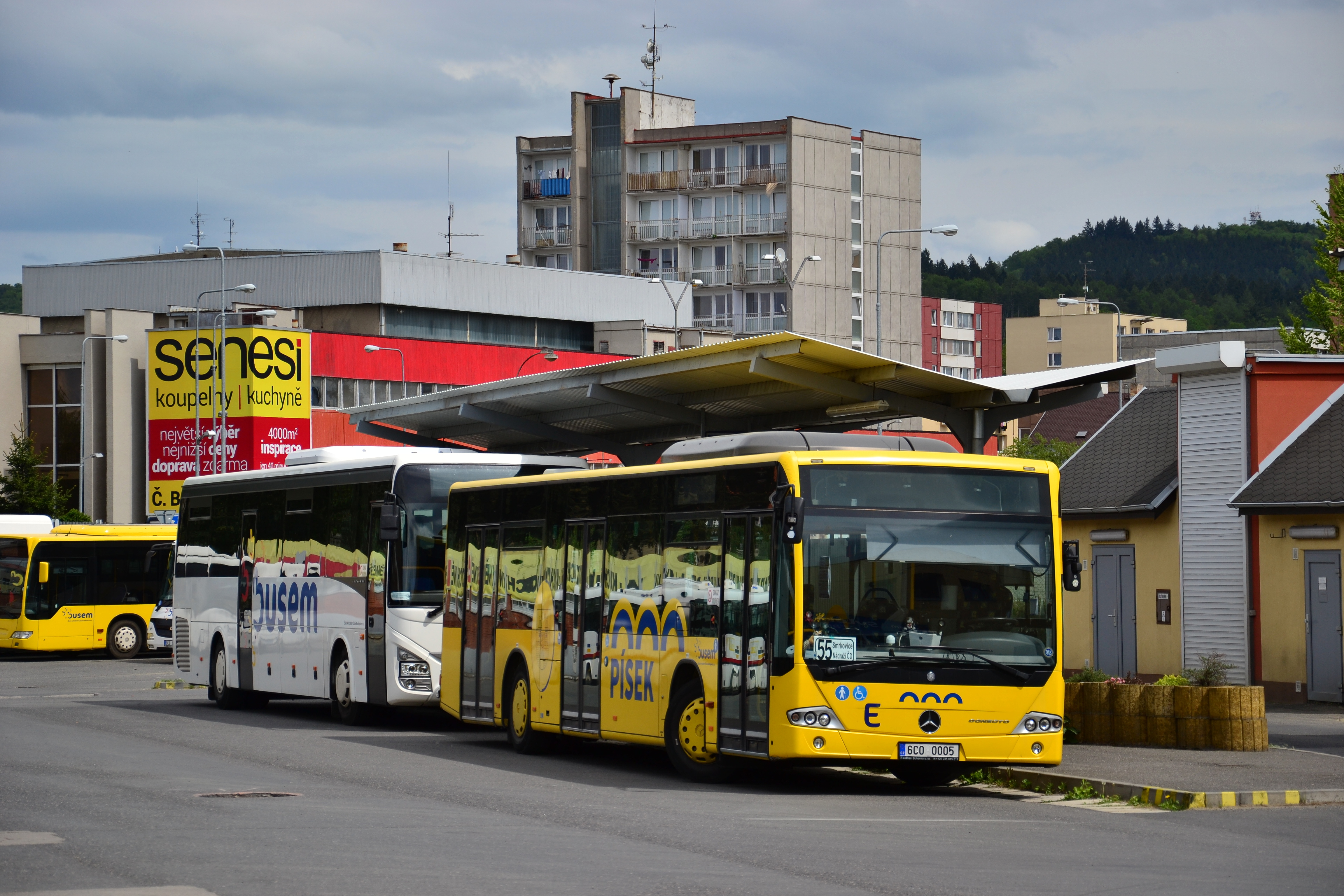
Vozy jezdící v rámci MHD Písek jsou všechny ve žlutém nátěru a označeny nejsou evidenčními čísly, ale evidenčními písmeny.

- 1 – Nádraží ČD – Kollárova – Václavské nám. – Kollárova – Žižkova – Budovcova – Nádraží ČD
- 2 – Hradiště – Autobusové nádr. – Budovcova – Žižkova – Logry
- 3 – Dobešice – Nádraží ČD – Logry – Dvořákova – Dobešice
- 4 – Nádraží ČD – Hradiště – Budovcova – Lesní hřbitov
- 5 – Flekačky – Semice – Budovcova – Nádražní – Teplárna – Smrkovice
- 6 – Nádraží ČD – Žižkova – Dvořákova – Strakonická – Nádraží ČD
- 11 - Strakonická – Dvořákova – Smetanovo nám. – Žižkova – Hradišťská – Nádraží ČD
- 22 - Hradiště – Budovcova – Nemocnice – Žižkova – Na Houpačkách
- 23 - Hradiště – Strakonická – Dobešice
- 55 - Smrkovice – Semice – Žižkova – Autobusové nádr. – Pražská – Dobešice
- 66 - Nádraží ČD – Hradiště – Budovcova – Žižkova

V roce 1989/1990 měla MHD Písek v krajském jízdním řádu ČSAD číslo 25000 a měla 8 linek s čísly 1–8. Linka 25210 z autobusového nádraží do zastávky „Písek, Flekačky, rozc.“ byla do MHD zapojena jen zčásti.

### Milevsko

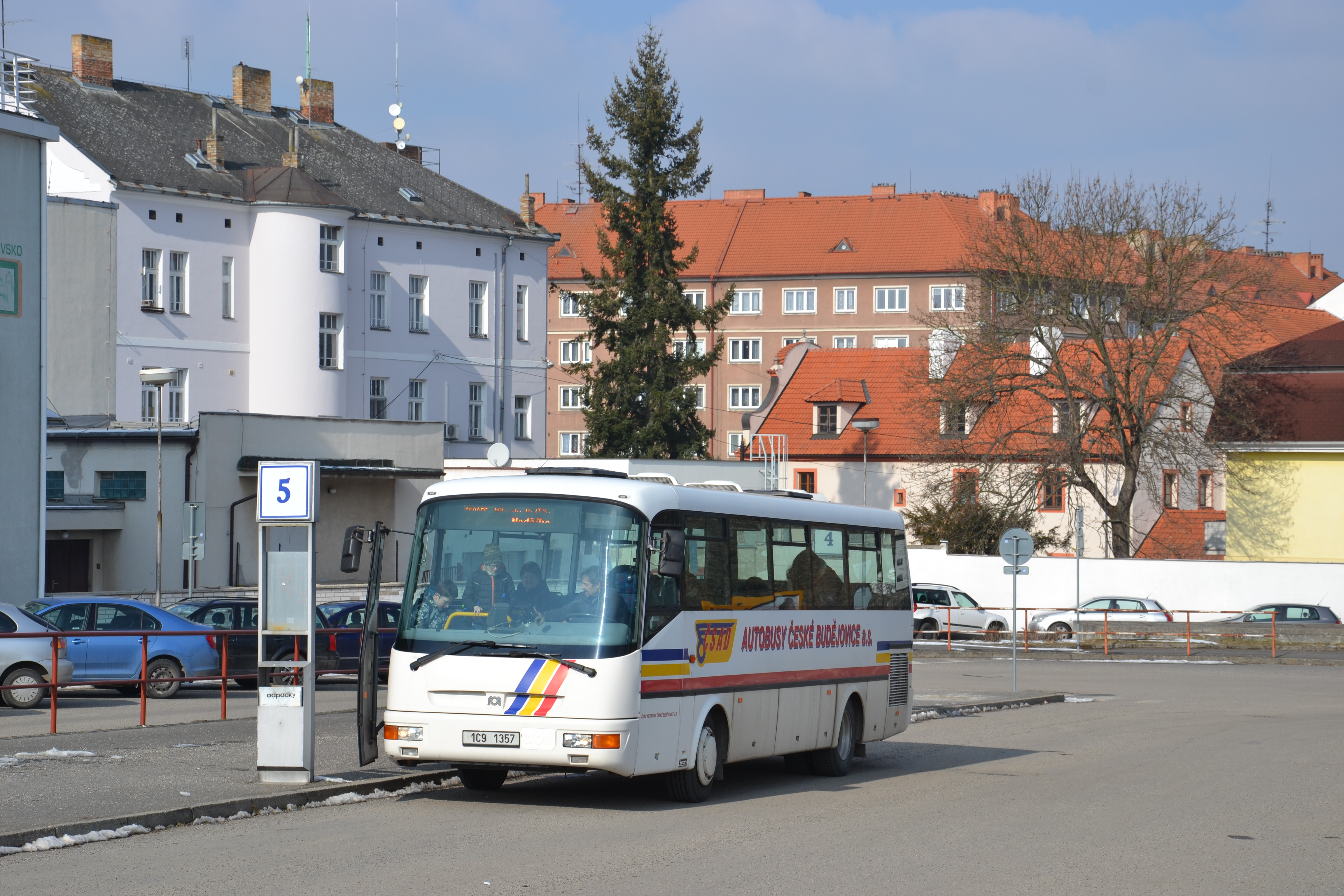
Spojení po Milevsku zajišťují mimo linku MHD také příměstské regionální linky

Linka 366001 (Autobusové nádraží – Montáže – Nádraží ČD) je linka MHD Milevsko nově vzniklá k 1. lednu 2016. Tato linka částečně nahradila linku 360050 (Milevsko – Milevsko,žel.st. – Sepekov), která má v současnosti[kdy?] omezení všech spojů. Dopravu zajišťuje ČSAD Autobusy České Budějovice a. s. Na městskou linku je přidělen malokapacitní autobus Iveco First.
V roce 1989/1990 byly na území města omezeny linky ČSAD 25500 (Milevsko, nádr. – Milevsko, aut. nádr. – Milevsko,Bažantnice) a 25700 (Milevsko aut. nádr. – Milevsko, ZVVZ), tehdy ale neměly status MHD.

## Okres Prachatice

### Prachatice
V roce 1989/1990 byly na území města omezeny dvě linky ČSAD: 26680 (Prachatice, VŘSR – aut. nádr. – lom OSS) a 26690 (Prachatice, nem. – aut. nádr. (– Lázně – VŘSR)), které však neměly status MHD. Ještě v roce 2002/2003 měly linky označení 370680 a 370690, později byly sloučeny do linky 370680 (Prachatice – Ktiš,Březovík).
V prosince 2019 byly vnitroměstské spoje vyčleněny do nové linky MHD 376001 (Škola Národní – Autobusové nádraží – Nemocnice – Kandlův mlýn rozcestí), kterou provozuje ČSAD Autobusy České Budějovice a. s.
Nemocnice s poliklinikou v Prachaticích kolem roku 2003 inzerovala na speciálních „zastávkových sloupcích“ jízdní řád kyvadlovou dopravou čtyřmi páry spojů v pracovní den dopoledne z města k nemocnici a zpět. Dopravu zajišťovala upraveným sanitním vozem Škoda 1203. Spoje prokazatelně fungovaly i v roce 2014.

### Vimperk
V roce 1989/1990 byla na území města omezena linka ČSAD 26170 (Vimperk, nem. – Vimperk, aut. nádr. – Vimperk, Bořanovice), přičemž úsek od nemocnice na autobusové nádraží a úsek z autobusového nádraží do Bořanovic byly provozně oddělené. Linka neměla status MHD. Později byla až do roku 2014 zahrnuta do delší linky 370170, přičemž většina spojů neopouštěla území Vimperka.
Od prosince 2014 je potom MHD vyčleněna do linky 375001 (Autobusové nádraží – Sídliště – Nemocnice – Autobusové nádraží). Od léta 2019 je MHD ve Vimperku bezplatná. Dopravcem je ČSAD Autobusy České Budějovice a. s.

### Vlachovo Březí
Malý dopravní podnik s většinovým podílem města zajišťuje příměstskou dopravu na 6 linkách (370850, 370855, 370860, 370865, 370870, 370880) dvěma minibusy. Žádná z linek však nemá výhradně vnitroměstský charakter.
Město Vlachovo Březí zřídilo Dopravní podnik města Vlachovo Březí, s.r.o. (DPMVB), který zahájil provoz 1. září 1997 a zajišťuje převážně školní linky a dopravu osob z okolních obcí mikrobusem. Většinovým vlastníkem (83 %) je město. Šestinovým podílníkem, jednatelem a původně i řidičem je Ladislav Zdichynec. Příměstskou dopravu zajišťoval mikrobus Renault Master pro 17 osob. První renault byl odprodán hasičům a nahrazen novým stejného typu, druhým vozidlem byl pak Mercedes Sprinter. Iniciátorem, jednatelem a později druhým řidičem byl také starosta Petr Kubašta. Roli hlavního řidiče po p. Zdichyncovi převzal Vladimír Důra. Firemním heslem je „Chceš-li jezdit dobře s vkusem, jezdi vlachobřezským busem“. V roce 2007 provedl v podniku krajský úřad audit, na základě jehož výsledků byly prodlouženy licence do roku 2012.
Podobné malé podniky byly založeny i ve Volarech, Nové Peci a Přední Výtoni, ale dlouhodobě neuspěly.

## Okres Strakonice

### Strakonice
Městská doprava je provozována na pěti autobusových linkách s čísly 1–5, licenční čísla 385001 až 385005. Městskou dopravu stejně jako regionální zajišťuje ČSAD STTRANS a. s., v němž poloviční podíl má ČSAD Jihotrans a. s. a poloviční podíl sdružení měst a obcí okresu Strakonice. Pro městskou dopravu má podnik vyčleněných pět autobusů. Ještě v roce 2014 se zde používaly jízdenky z předprodeje určené k označení v mechanických děrovacích strojcích.
V roce 1989/1990 byla MHD Strakonice v krajském jízdním řádu ČSAD uvedena pod číslem 27000 a zahrnovala 7 linek s čísly 1–7. MHD ve Strakonicích ve velké míře zajišťovaly kloubové autobusy zn. Ikarus
V roce 2017 bylo ve vnitřním, prvním pásmu zavedeno bezplatné jízdné pro děti a seniory, od roku 2018 pro všechny cestující. Cílem podle vyjádření města bylo zvýšit komfort pro obyvatele města i turisty, aby si nemuseli kupovat jízdenky, dále omezit pohyb automobilů v centru, přimět místní k většímu využívání autobusů a snížit tak dopady dopravy na životní prostředí. Za rok 2017 byla městská dotace 6,9 milionu korun, v roce 2018 má být 8,2 milionu. Podle opozičního zastupitele, bývalého starosty Pavla Vondryse jde o ryzí populismus – podle něj nemohou být ekologie ani snaha o omezení automobilové dopravy ve městě, jako jsou Strakonice, argumentem, pokud městská doprava nejezdí třeba každou čtvrthodinu. Podle Vondryse nepředcházela změně tarifu žádná dlouhodobá příprava nebo například průzkum vytíženosti jednotlivých spojů, takže do budoucna bude velmi těžké odhadnout, zda měla novinka nějaký efekt, například jestli MHD využívá více lidí. Rovněž mluvčí města potvrdila, že neexistují žádné informace o tom, kolik lidí dosud jezdilo městskou dopravou.

## Okres Tábor

### Tábor

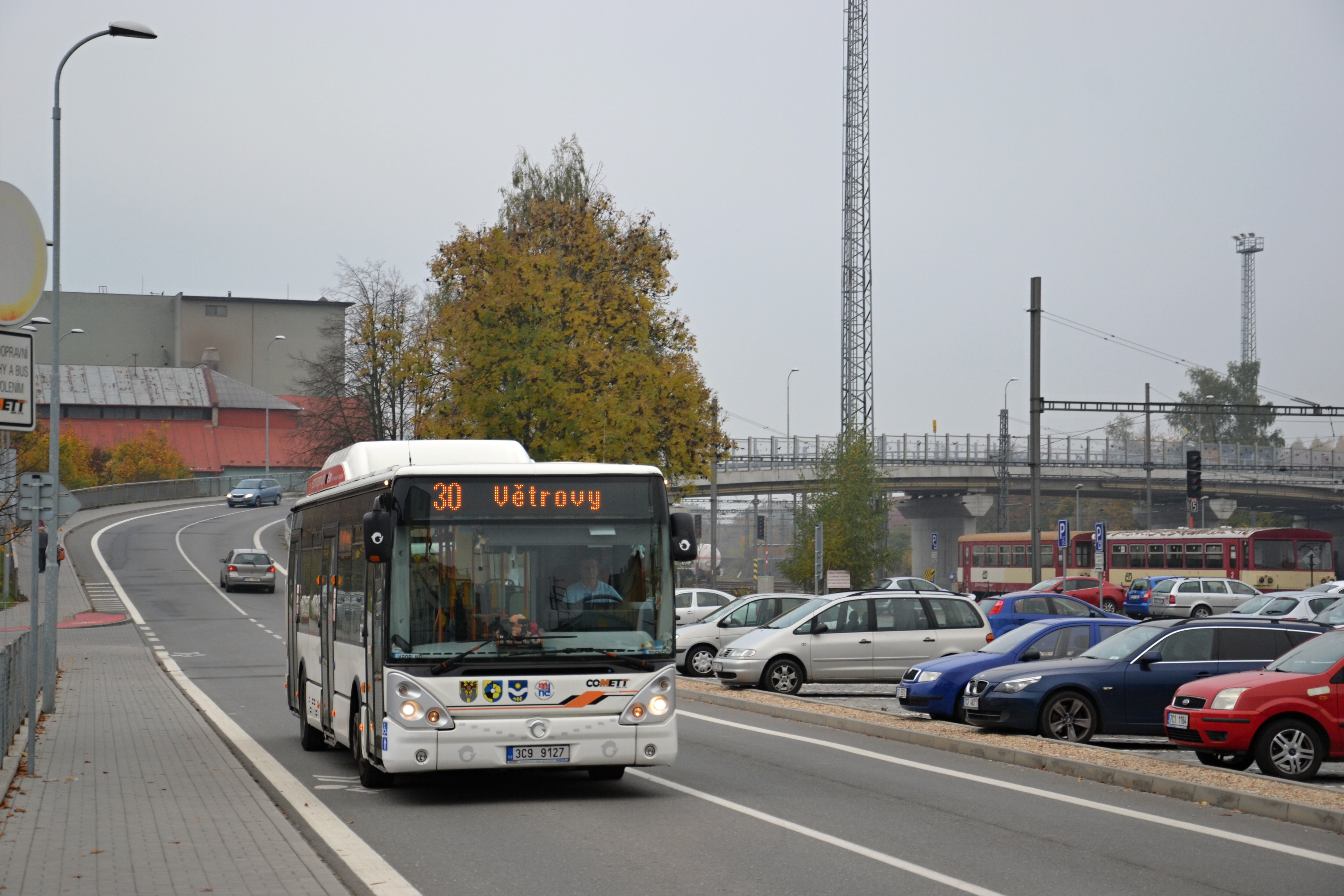
Kolem autobusového nádraží s regionálními linkami projíždí linka MHD Tábor č. 30 do Větrov

Městská doprava má 15 linek v číselném rozmezí 10–61 v 5 páteřních směrech, přičemž první číslice označuje základní trasu a druhá číslice čísla linky variantu trasy. V jízdních řádech jsou uvedeny i jednotlivé spoje jedoucí mimo trasu linky. Licenční čísla linek jsou z řady 395xxx. První tři linky vznikly těsně po druhé světové válce, status MHD získaly v roce 1959 současně se zavedením dalších dvou linek. Provozovatelem je Comett Plus spol. s r. o., dopravce vzniklý privatizací bývalého závodu ČSAD.
V roce 1989/1990 byla MHD Tábor uvedena v krajském jízdním řádu ČSAD pod číslem 28000 a uvedeno bylo 7 linek s čísly 10, 11, 12, 13, 2, 3, 4.
Několikrát se uvažovalo o zavedení trolejbusů, ale nikdy nebyly tyto úvahy realizovány.[zdroj?]